# Auguste Billaud
Pour les articles homonymes, voir Billaud.
Auguste Billaud, né le 1er mars 1903 à Saint-Paul-en-Pareds (Vendée) et mort le 12 avril 1970 à Monsireigne (Vendée), est un prêtre catholique et historien français, spécialiste des guerres de Vendée.

## Biographie

### Jeunesse et formation
Auguste Billaud naît le 1er mars 1903, dans une petite maison de la Proutière, à Saint-Paul-en-Pareds, en Vendée. Il est baptisé le jour-même en l'église Saint-Paul. Ses parents, Auguste et Mélanie Billaud, sont agriculteurs. Sa famille déménage à la borderie de Bellevue à Ardelay en 1907, puis à la ferme de La Chaumerie à Rochetrejoux en 1914. Il est issu d'une famille travaillant la terre. L'un de ses ancêtres, un menuisier du nom de Pierre Boisneau, fut notamment tué à la bataille de Chantonnay le 5 septembre 1793. Son arrière-grand-mère maternelle, Henriette Huvelin, appartenait par ailleurs à la Petite Église, jusqu'à son mariage avec Henri Crucheteau.
Dès l'âge de 11 ans, il souhaite devenir prêtre. Mais la Première Guerre mondiale éclate et son père est mobilisé. Il doit donc attendre son retour en 1917 pour pouvoir commencer à étudier le latin. Le 5 octobre 1918, il entre au petit séminaire de Chavagnes-en-Paillers, où il reste durant 5 ans. Il entre ensuite au grand séminaire de Luçon le 1er octobre 1923 mais est appelé sous les drapeaux, au service de l'artillerie de Vincennes, deux ans plus tard. Il profite alors de la proximité de la capitale pour parfaire sa culture littéraire en fréquentant la Comédie-Française. Il est ordonné sous-diacre en 1929, puis diacre à Noël de la même année. Enfin, il est ordonné prêtre le 19 avril 1930 par Gustave-Lazare Garnier. Il célèbre alors sa messe de prémices en l'église Saint-Benoît de Rochetrejoux le jour de Pâques. La même année, il entre au pensionnat Saint-Gabriel, à Saint-Laurent-sur-Sèvre afin d'y préparer le brevet élémentaire, puis, en octobre 1930, il est envoyé à la « Catho » d'Angers pour y préparer une licence d'histoire et de géographie.

### L'historien
En 1933, une fois sa licence obtenue, Gustave-Lazare Garnier le nomme professeur d'histoire et de géographie à l'Institution Richelieu de La Roche-sur-Yon. Il y enseignera jusqu'à sa mort, en 1970. Il enseigne parallèlement à Saint-Joseph, à Notre-Dame-du-Roc et à l'ISCA.
Il est également nommé chanoine et aumônier de prison. 
Il se lance ensuite dans la recherche historique et écrit de nombreux ouvrages de référence. 
Au cœur de la Vendée et du Poitou — dont un chapitre intitulé « La Guerre des géants » serait, selon Raphaël Rousseleau, consacré à une version hagiographique des guerres de Vendée —, est pendant longtemps l'un des principaux ouvrages étudiés dans les écoles vendéennes. Pour l'historien Jean-Joël Brégeon, il faut avoir lu les ouvrages de l'abbé Billaud pour comprendre les guerres de Vendée.
En 1957, il est nommé directeur des archives du diocèse de Luçon. Il se consacre alors à une série de monographies sur l'histoire religieuse des paroisses du doyenné de Pouzauges. 
En 1962, il obtient un doctorat ès lettres avec mention « très honorable » grâce à sa thèse intitulée La Petite Église dans la Vendée et les Deux-Sèvres, soutenue à la Sorbonne le 19 mai 1962. 
En 1963, cette même œuvre lui vaut le prix Toutain de l'Académie française. 
Il meurt finalement dans un accident de voiture le 12 avril 1970, vers les 21 heures, sur la route de Saint-Prouant à Monsireigne. Ses obsèques sont célébrées trois jours plus tard par Charles Paty, en présence d'une foule immense. Il est alors la première personne à être inhumée dans le nouveau cimetière de la commune, route de Réaumur.

## Hommages
Une école de Monsireigne porte le nom d'école privée Abbé Auguste Billaud. 
Une voie de la Roche-sur-Yon est dénommée impasse de l'abbé Billaud. 

## Publications
- Avec Jean d'Herbauges, 1793, la guerre au bocage vendéen, vol. I, Cholet, édition du Chotelais, 1960, 245 p.
- La Vendée sous le Directoire  [préf. Jean Yole], Fontenay-le-Comte, Impr. P. et O. Lussaud, 1949, 305 p. (versé sous la référence.BIB 1267 aux Archives départementales de Vendée).
- Le château de Gilles de Retz et son histoire (à Tiffauges) - Fontenay-le-Comte, Impr. P. et O. Lussaud, 1957, 64 p. (versé sous la référence.BIB 769 aux Archives départementales de Vendée).
- La petite Église dans la Vendée et les Deux-Sèvres, Paris, Nouvelles éditions latines, 1962, 655 p., prix Toutain de l'Académie française en 1963
- Histoire religieuse de Chavagnes-les-Redoux, Luçon, J. Cadix, 1969, 191 p.
- Histoire religieuse de La Flocellière, Luçon, J. Cadix, 1969, 371 p.
- La Guerre de Vendée, Fontenay-le-Comte, Nouvelle Édition, 1972, 304 p.
- Précis d'Histoire et de Géographie de la Vendée, Paris, Les Éditions de l'École, N°487 bis, sans date, 45 p.
- Au cœur de la Vendée et du Poitou, avec des illustrations de Maurice de la Pintière, Paris, Les Éditions de l'École, In-8, non daté, 159 p.